# Orán
Orán (en árabe: وهران‎, romanizado: Wahrān, en lenguas bereberes: ⵡⴰⵀⵔⴰⵏ /wɑhren/) es una ciudad del noroeste de Argelia, situada en la costa del mar Mediterráneo. Durante el período colonial francés, Orán fue la capital del departamento del Orán. Es un importante puerto y centro comercial, y tiene una universidad. El barrio antiguo de la ciudad posee una alcazaba y una mezquita del siglo XVIII. La población de la ciudad es de 674 273 personas (2009), y la urbana de 1 millón.

## Toponimia
La palabra deriva de la raíz bereber para "león" (Tahert y Souk Ahras). El nombre es conocido en múltiples idiomas bereberes, como sinónimos de uharu y ahra. Una leyenda local popular relata que en el periodo del 900 a. C., fueron vistos leones en la zona. Los dos últimos felinos fueron matados en una montaña próxima a Orán, que es conocida hoy en día como La montagne des lions («La montaña de los leones»). De hecho, hay dos estatuas de leones gigantes enfrente de la entrada al ayuntamiento de Orán, siendo así mismo la montaña de los leones el símbolo de Orán.

## Clima
Orán cuenta con un clima semiárido, con inviernos suaves y húmedos y veranos cálidos y secos. La ciudad tiene influencias en el clima mediterráneo, sin embargo la combinación de una temperatura media anual alta y la precipitación anual relativamente baja le impide caer en esa categoría climática. Oran promedia 326 mm de precipitación al año, la mayor parte de las cuales se sitúa entre diciembre y mayo. Los veranos son calurosos y secos con temperaturas medias en el mes más cálido cerca de los 32 grados centígrados. Los inviernos son suaves con altas temperaturas en el mes más frío con alrededor de 17°C.
| Parámetros climáticos promedio de Oran | Parámetros climáticos promedio de Oran | Parámetros climáticos promedio de Oran | Parámetros climáticos promedio de Oran | Parámetros climáticos promedio de Oran | Parámetros climáticos promedio de Oran | Parámetros climáticos promedio de Oran | Parámetros climáticos promedio de Oran | Parámetros climáticos promedio de Oran | Parámetros climáticos promedio de Oran | Parámetros climáticos promedio de Oran | Parámetros climáticos promedio de Oran | Parámetros climáticos promedio de Oran | Parámetros climáticos promedio de Oran |
| Mes                                    | Ene.                                   | Feb.                                   | Mar.                                   | Abr.                                   | May.                                   | Jun.                                   | Jul.                                   | Ago.                                   | Sep.                                   | Oct.                                   | Nov.                                   | Dic.                                   | Anual                                  |
| -------------------------------------- | -------------------------------------- | -------------------------------------- | -------------------------------------- | -------------------------------------- | -------------------------------------- | -------------------------------------- | -------------------------------------- | -------------------------------------- | -------------------------------------- | -------------------------------------- | -------------------------------------- | -------------------------------------- | -------------------------------------- |
| Temp. máx. media (°C)                  | 16.6                                   | 17.7                                   | 19.7                                   | 21.5                                   | 23.9                                   | 27.7                                   | 30.5                                   | 31.6                                   | 29.0                                   | 25.2                                   | 20.6                                   | 17.7                                   | 23.48                                  |
| Temp. media (°C)                       | 10.9                                   | 12.1                                   | 13.9                                   | 15.8                                   | 18.6                                   | 22.3                                   | 25.0                                   | 25.9                                   | 23.4                                   | 19.6                                   | 15.1                                   | 12.2                                   | 17.90                                  |
| Temp. mín. media (°C)                  | 5.1                                    | 6.5                                    | 8.1                                    | 10.0                                   | 13.2                                   | 16.9                                   | 19.4                                   | 20.1                                   | 17.7                                   | 14.0                                   | 9.5                                    | 6.7                                    | 12.27                                  |
| Precipitación total (mm)               | 43.6                                   | 44.4                                   | 35.0                                   | 29.6                                   | 27.2                                   | 3.80                                   | 1.80                                   | 2.70                                   | 13.2                                   | 24.8                                   | 55.5                                   | 45.2                                   | 326.8                                  |
| Días de precipitaciones (≥ 0.1 mm)     | 8.7                                    | 8.5                                    | 7.1                                    | 7.2                                    | 6.9                                    | 2.0                                    | 1.3                                    | 1.8                                    | 3.6                                    | 6.6                                    | 8.4                                    | 8.8                                    | 70.9                                   |
| Fuente:                                |                                        |                                        |                                        |                                        |                                        |                                        |                                        |                                        |                                        |                                        |                                        |                                        |                                        |

## Historia

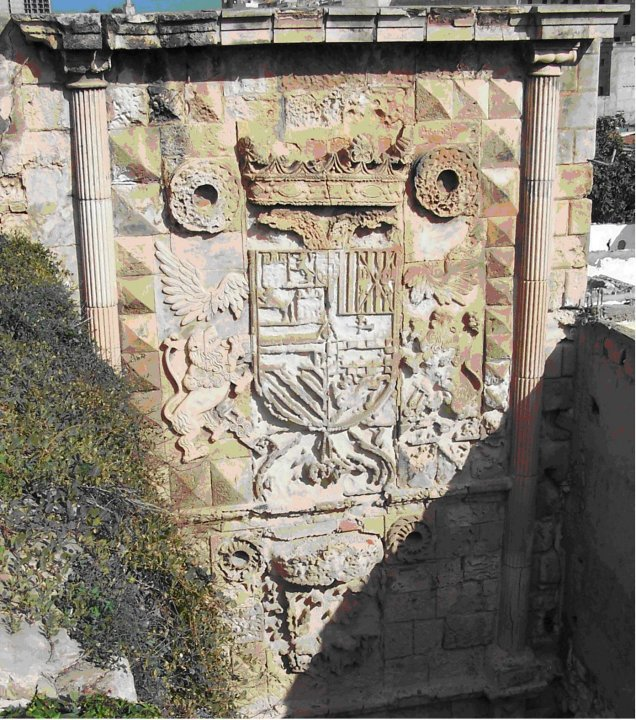
La puerta de España con escudo de los Austrias en la Alcazaba.

### Edad Media
Orán fue fundada en el siglo X por comerciantes musulmanes andalusíes liderados por Mohammed Ibn Abi-Aoun y Mohammed Ibn-Abdoun como centro de intercambio entre el norte de África y Al-Ándalus (Ibn Khaldoun, Histoire des dynasties musulmanes et des tribus árabes et berbères, Alger, 1852. Volumen 1, p. 283).

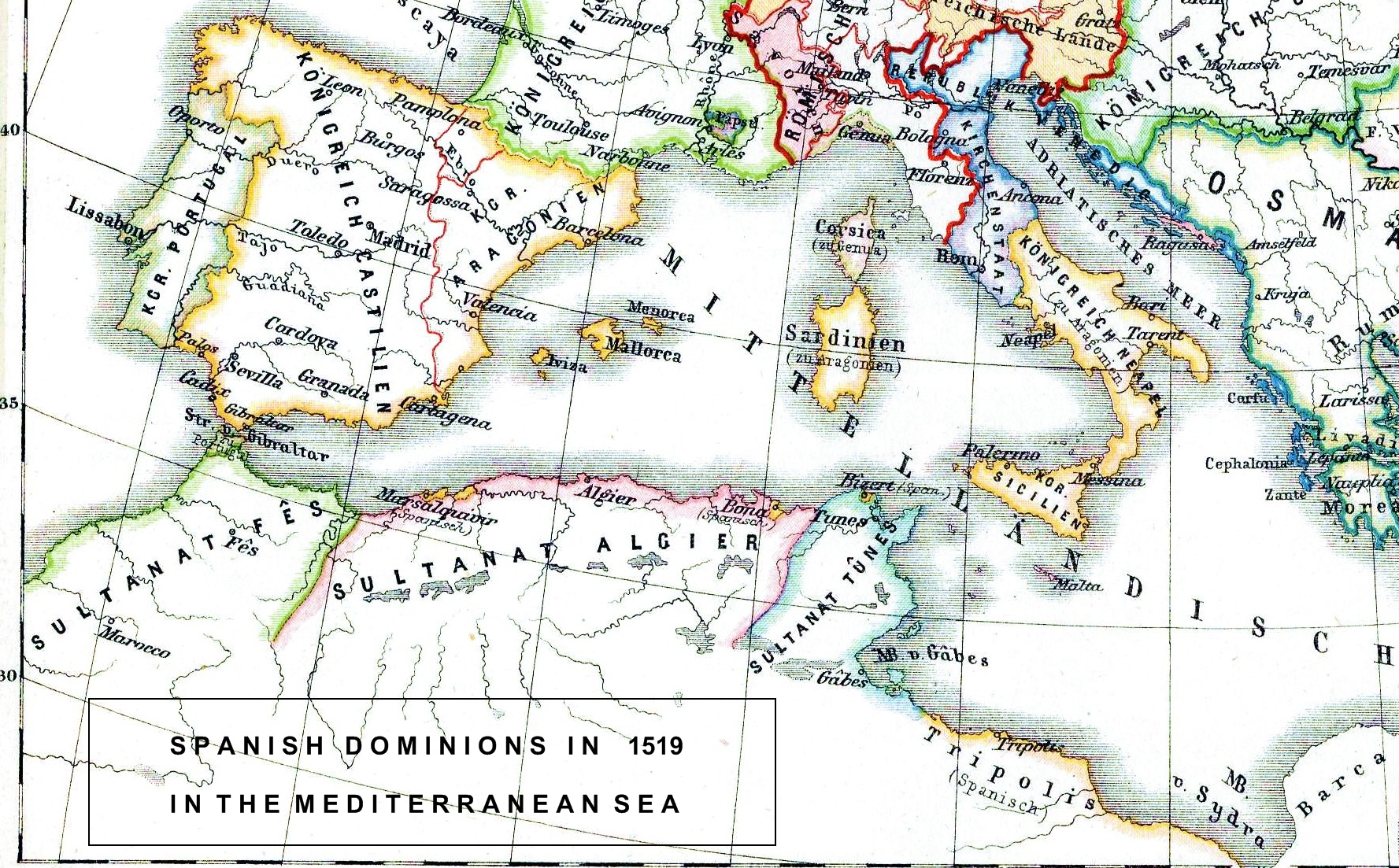
Orán estaba entre los dominios españoles en el norte de África en 1519.

A finales del siglo XIV, la ciudad recibió un gran número de judíos mallorquines, los cuales contribuyeron a la prosperidad de la población, convertida en el puerto de la también próspera Tremecén, situada más al interior. Esta migración sucedió tras la revuelta antijudía de 1391 en Sevilla cuando, dada la debilidad en que había quedado la comunidad de Mallorca, los judíos optaron por cruzar a África, para poder practicar su religión y evitar que los obligaran a convertirse al cristianismo.
Tras la apertura de las rutas comerciales portuguesas en el Atlántico –que hacían innecesaria la travesía del desierto del Sáhara– y la caída del reino de Granada, en la península ibérica, Orán comenzó su declive, convirtiéndose en guarida de corsarios.

### Primera ocupación española (1509-1708)

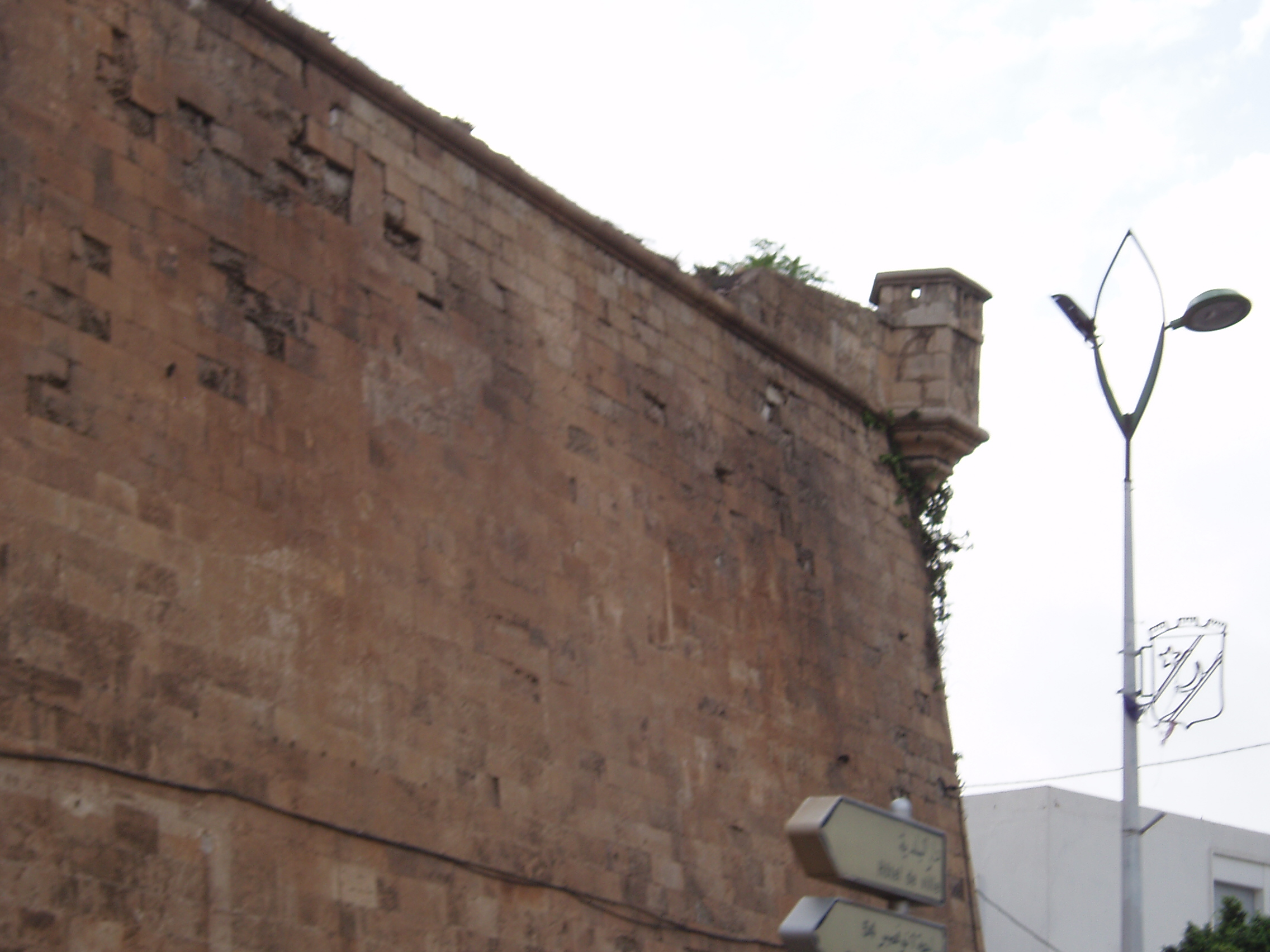
Garita de la fortaleza Rozalcázar, actual Chateau Neuf

Dentro de la política expansionista sobre Berbería para asegurar el comercio en el Mediterráneo con los reinos de Nápoles y Sicilia, así como la defensa de costas peninsulares de turcos y moros, en 1509 la ciudad fue tomada por tropas españolas bajo el mando del cardenal Cisneros y de Pedro Navarro. La toma de Orán se produjo tras la ocupación de Mazalquivir, puerto estratégico del reino de Tremecén en el Mediterráneo, capaz de dar cabida a una flota de guerra considerable. Esta característica la compartía únicamente con Melilla, también española, y otro puerto en la actual Túnez. El Rey de Argel aceptó el vasallaje a los monarcas españoles ante su pujanza en el norte de África de la que era ejemplo la sucesiva ocupación de las plazas fuertes.
Los dos presidios de la ciudad de Orán y villa de Mazalquivir eran servidos por cinco compañías de infantería, dos de caballería y una de artillería. Los asuntos militares y políticos de la plaza eran dirigidos por el Consejo Supremo de Guerra.
A lo largo de la presencia española en Orán se edificaron notables las obras de ingeniería militar en torno a la población amurallada y su alcazaba que fueron fuerte de Santa Cruz (1567), el fuerte de San Gregorio (1589), la fortaleza de Rozalcázar (sobre una fortificación del siglo XIV, actual Château-Neuf), el fuerte de San Andrés (1692) y el fuerte de San Felipe, conectados por la muralla conocida como La Barrera. Además, la fortificación de la plaza se complementaba con otros fuertes, corredores, cortaduras y torres extramuros hasta completar hasta cuatro círculos defensivos. Además, al encontrarse la plaza expuesta a las razias y traiciones de las poblaciones vecinas, se mandó dar instrucción militar a los vecinos desde edades muy tempranas, por lo que eran apreciados como soldados de los Tercios.  Además tenían encargada la defensa del enclave y las acciones en otras plazas como en el caso de Argel (1541), Mostaganem (1546 y 1550) o cabo Figal (1605). Por otra parte, sufrió sucesivos asedios como el de 1563, que resultaron en victoria española.
Durante este periodo las familias oranesas más notables se emparentaron entre sí, obteniendo los cargos civiles y militares más importantes, así como otras mercedes de los reyes de España. Los gobernantes de Orán, conocida también como la Corte Chica, tenían atribuidos poderes amplísimos en cuanto a la administración de la plaza, al punto de actuar en la práctica como virreyes. Orán fue lugar de destierro de influyentes personas de la nobleza que cayeron en desgracia ante los monarcas españoles por motivos políticos o morales. En estos casos, se les permitía conservar su capital personal y se trasladaban a Orán con todo su séquito para redimir sus penas y recuperar el favor de la Corona con méritos de guerra. Tal fue el caso de Pedro Girón y Velasco (guerra de las Comunidades), Felipe Garcelán de Borja, nombrado después gobernador de Orán, (disputas nobiliarias valencianas de mediados del siglo XVI) o Luis Colón de Toledo (poligamia). En 1581, un año después de ser liberado de su cautiverio en Argel, Miguel de Cervantes fue destinado brevemente a Orán en su condición de militar para proporcionar informes el rey Felipe II.
Mazalquivir y Orán fueron empleados para asegurar las rutas comerciales del Mediterráneo del imperio español. La principal ruta para conectar Orán con la Península era el bergantín de Orán. Además, fueron relevantes, social y económicamente, los comerciantes judíos. También, se puede resaltar la importancia de los mercaderes marselleses, genoveses, y los de Málaga y Cartagena. Aunque por disposición real Orán tenía el monopolio del norte de África, era común la contratación con Vélez de la Gomera por pagarse menores impuestos. Para asegurar este monopolio se había dejado sin relevancia en 1531 el puerto de One. Entre los principales productos del comercio de esta época se encontraban los paños ingleses, bordate francés, seda de Granada, alumbre, tártaro, cera, laca, esclavos, pasas, dátiles, tocino y trigo de Tremecén.

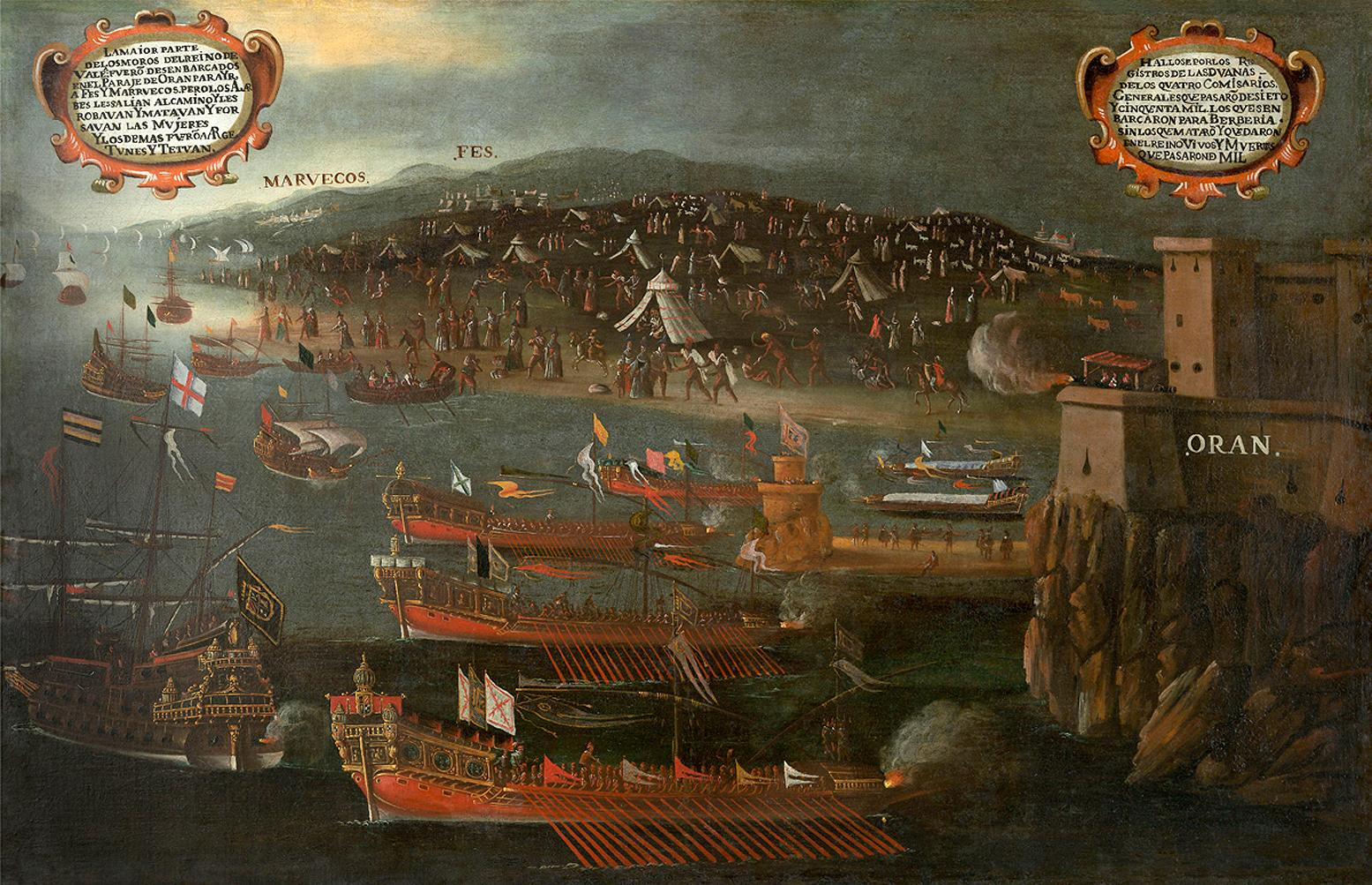
Desembarque de moriscos tras el decreto de expulsión de la península ibérica en 1609.

### Primera ocupación turca (1708-1732)
Durante la guerra de sucesión española la ciudad fue sometida a un asedio intenso y, la Monarquía Hispánica perdió la plaza de Orán, entre los días 19 y 21 de enero, de 1708. La fortaleza, de Mazalquivir, fue tomada por los argelinos, el 3 de abril de 1708, lo que aprovechó el Imperio otomano para ocuparla entre 1708 y 1732. Ante la pérdida del control español sobre Orán, la piratería en las costas peninsulares se incrementó en este periodo. El litoral peninsular se despobló por temor a las incursiones de saqueo y toma de esclavos en la edad de oro de la piratería en Europa. En este periodo Orán fue empleada en las rutas de comercio marítimo Mediterráneo por los ingleses, cuya base principal se encontraba en Argel, y por los comerciantes marselleses.

### Segunda ocupación española (1732-1791)

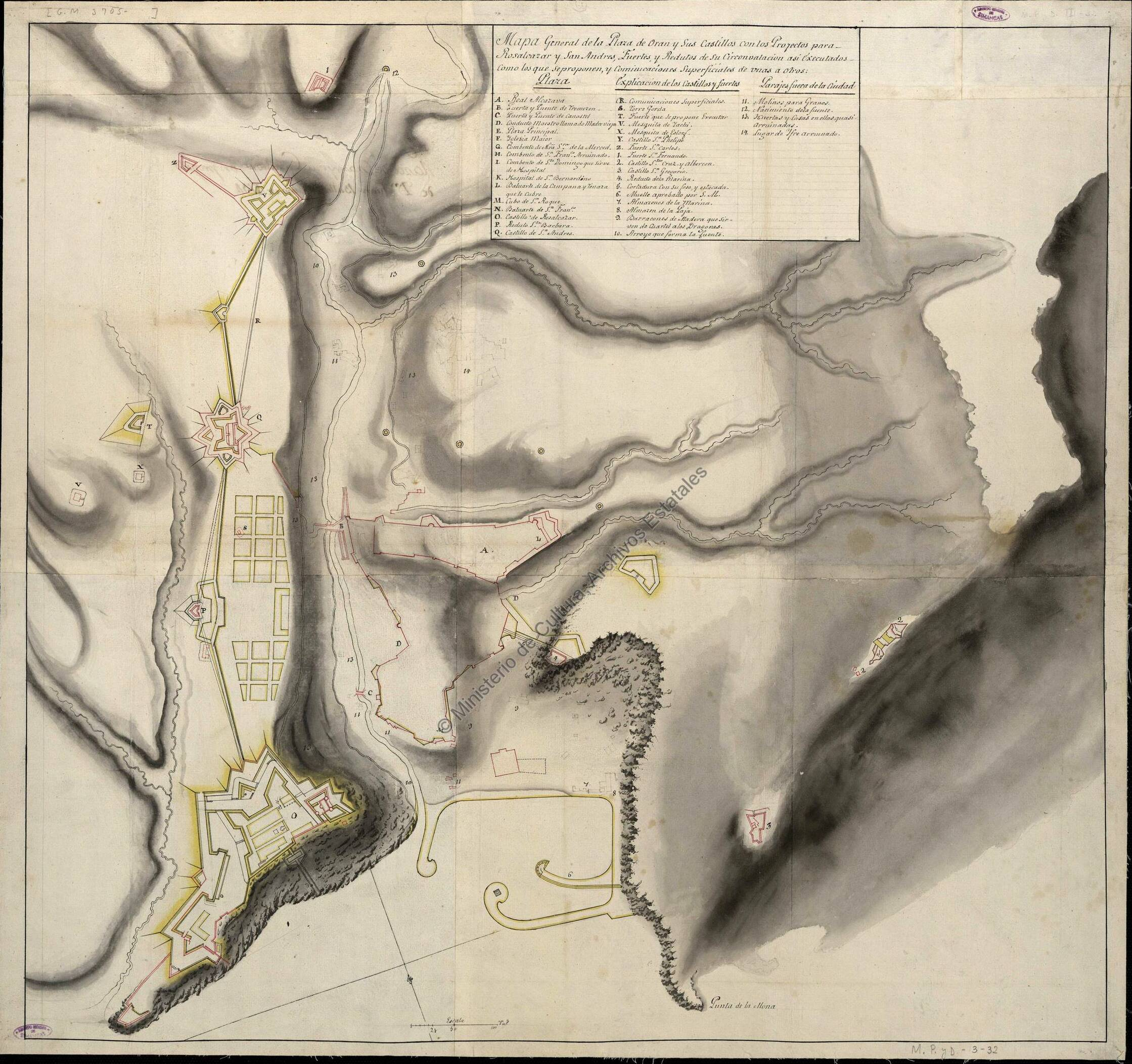
Plano de Orán (1734): descripción de la traza urbana, sus castillos y fuertes y parajes fuera de la ciudad.

En 1732, el conde de Montemar, a la orden del secretario de Estado de Felipe V José Patiño Rosales, reconquistó la ciudad al frente de la expedición española. Se trató de una bien planificada y exitosa acción militar que comprendió el empleo de 30.000 efectivos y 500 naves cuya principal base de partida fue la rada de Alicante. Fue clave para retomar el control económico y comercial del Mediterráneo tras el reparto de zonas de influencia en el tratado de Utrecht y el posterior tratado de Sevilla (1729), y para asegurar las negociaciones políticas que lograron la obtención de los reinos de Nápoles y Sicilia para su hijo Carlos, futuro Carlos III.
La nueva etapa de soberanía española duraría hasta 1792. Durante esta segunda ocupación el sistema defensivo de Orán se mejoró con la construcción de galerías subterráneas para conectar los fuertes y torres. Éstas eran de diferente extensión y tamaño en función de su uso, que comprendía desde la logística a acciones ofensivas de retaguardia o la protección anti minado de las murallas, y todas se dirigían al tambor San José. Para 1772 la población de Orán era de aproximadamente 9.000 vecinos. La provisión de víveres y suministros para la dotación de los presidios y de la población civil de Orán se encontraba en manos de asentistas navarros en colaboración con comerciantes de Cartagena y Alicante.
Sin embargo, el final de la presencia hispana se precipitó a causa de una catástrofe natural. El 9 de octubre de 1790, el peor terremoto de la historia de Argelia destruyó la ciudad, causando entre 600 y 3000 muertos, entre ellos 300 militares de los que 177 pertenecían al regimiento Asturias. Las edificaciones de la ciudad quedaron destruidas o afectadas de gravedad. Además, el Bey de Argel incumplió lo establecido en el Tratado de Paz Hispano Argelino de 1786 con respecto a la integridad de Orán y en 1791 ordenó ataques sobre la población. Este tratado había sido negociado por mandato de Floridablanca por José de Mazarredo y el conde de Expilly, quien intencionadamente perjudicó los intereses de España y estafó económicamente a ambas partes. Por éste España y Argel firmaron una paz histórica por la que cesaba el corso sobre los navíos españoles en el Mediterráneo y se establecían las condiciones del comercio, la navegación, la liberación de los cautivos en Argel y cuestiones aduaneras. Los artículos referidos a Orán fueron manipulados y mal traducidos, dejando al Bey de Mascara independencia sobre el Bey de Argel para atacar Orán. Finalmente, el rey Carlos IV ordenó iniciar negociaciones con el Bey de Argel que desembocaron en el Tratado de Paz y Amistad firmado el 12 de septiembre de 1791. Este desastre de la política exterior de Carlos IV se asemejaba a la pérdida de Florida por la Paz de París (1763) a los ingleses, en tanto que ambos eran territorios de ultramar habitados por españoles. La venta de Orán al Bey de Argel se hizo efectiva en 1792, y el grueso de la tropa de Orán se destinó a Cartagena.
De los 259 años de presencia española durante la Edad Moderna son testimonio la influencia del español en la darija como las palabras carro, remorca (remolque), boleta (pelota), largo, calvo, gat (gato), larmariu (armario), lentirís (interés), suarda (sueldo), laíla (isla) o ilbulicía (policía), entre otras, de uso común, y especialmente en el ámbito de la pesca para pescados y aparejos de pesca. En este sentido, se puede señalar el trabajo del historiador Juan Bautista Vilar.

### Segunda ocupación turca (1791-1831)

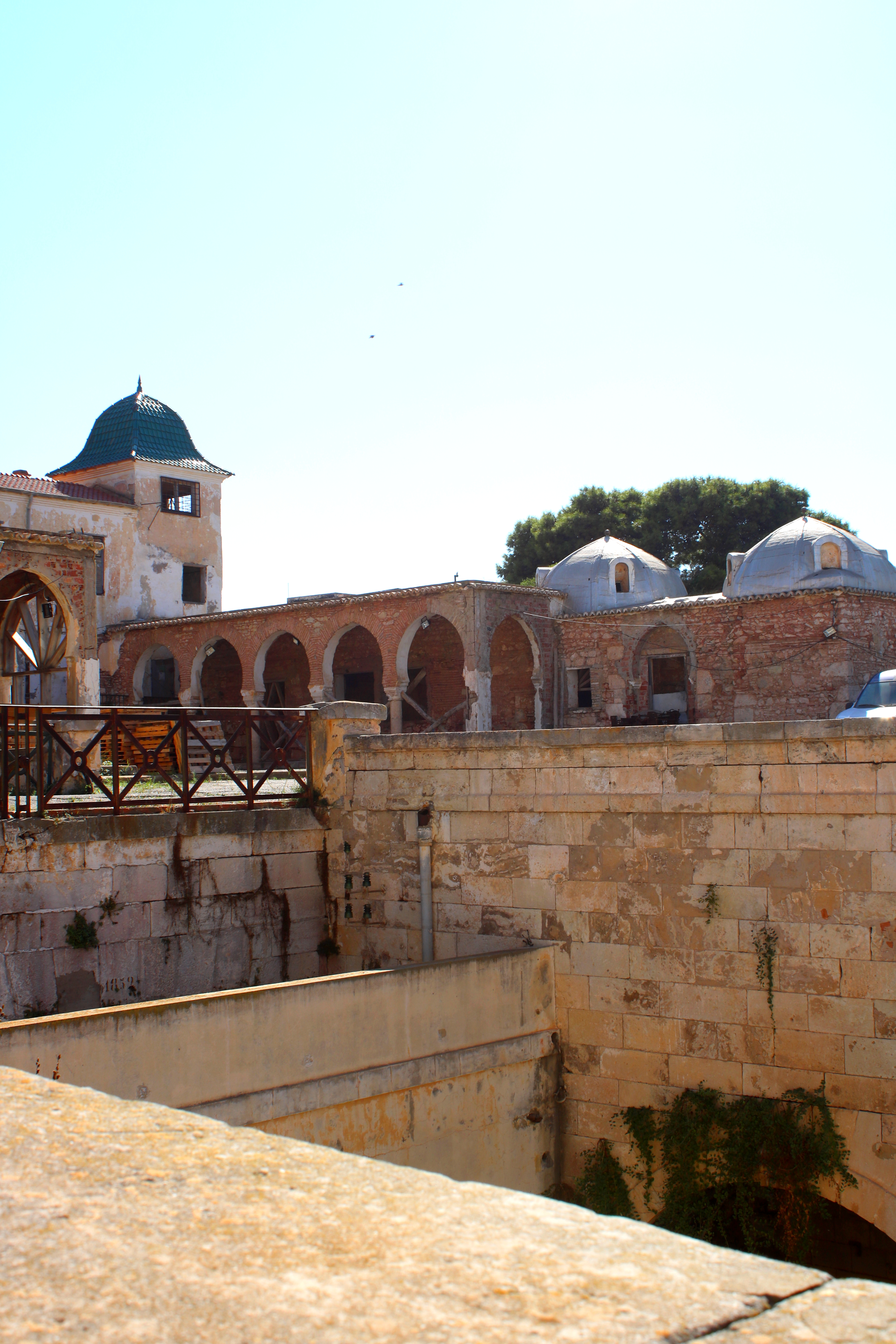
Palacio del Bey edificado por Mohammed El Kebir sobre el baluarte de La Campana o fuerte San Francisco de la fortaleza Rozalcázar.

En 1792 se hizo efectiva la soberanía del imperio turco que gobernaban Argel, que la controlaron directamente a través de un gobernador o Bey. En 1822 el Bey de Argel declaró la guerra a España, siendo el casus belli unas supuestas deudas contraídas por españoles y judíos afines a España en Orán y Argel. Se saldó en 1827 con el pago de una cuantiosa suma de dinero por mandato de Fernando VII. Fue un periodo de decadencia que duró hasta 1831.

### Argelia francesa (1831-1962)

Escudo de armas de Orán durante la administración francesa.

En 1831 se inicia la colonización francesa. Bajo el dominio galo la ciudad se convirtió en uno de los polos fundamentales de la colonia. Decenas de miles de colonos europeos se instalaron, lo que hizo que fuera la ciudad más europea de los territorios que dominaban los franceses. Desde mediados del siglo XIX se asentaron en Orán numerosos españoles, procedentes del Levante y Andalucía. De la importancia en la vida social de los españoles son testigo las numerosas publicaciones de prensa en castellano y valenciano de la época. En 1881 Orán fue el puerto de regreso de parte de la colonia emigrante española de Argelia ante los sucesos de la matanza de Saida, para regresar después, ante las mejores oportunidades de trabajo en Argelia. Para 1886 había en Orán casi 55.000 españoles frente a los aproximadamente 49.000 residentes franceses. Se creó la central de colonización que trajo a Orán a numerosos colonos suizos y alemanes. 
En 1939, tras la guerra civil española, se trasladaron a Orán numerosos exiliados republicanos, y algunos se asentaron definitivamente en la población.  

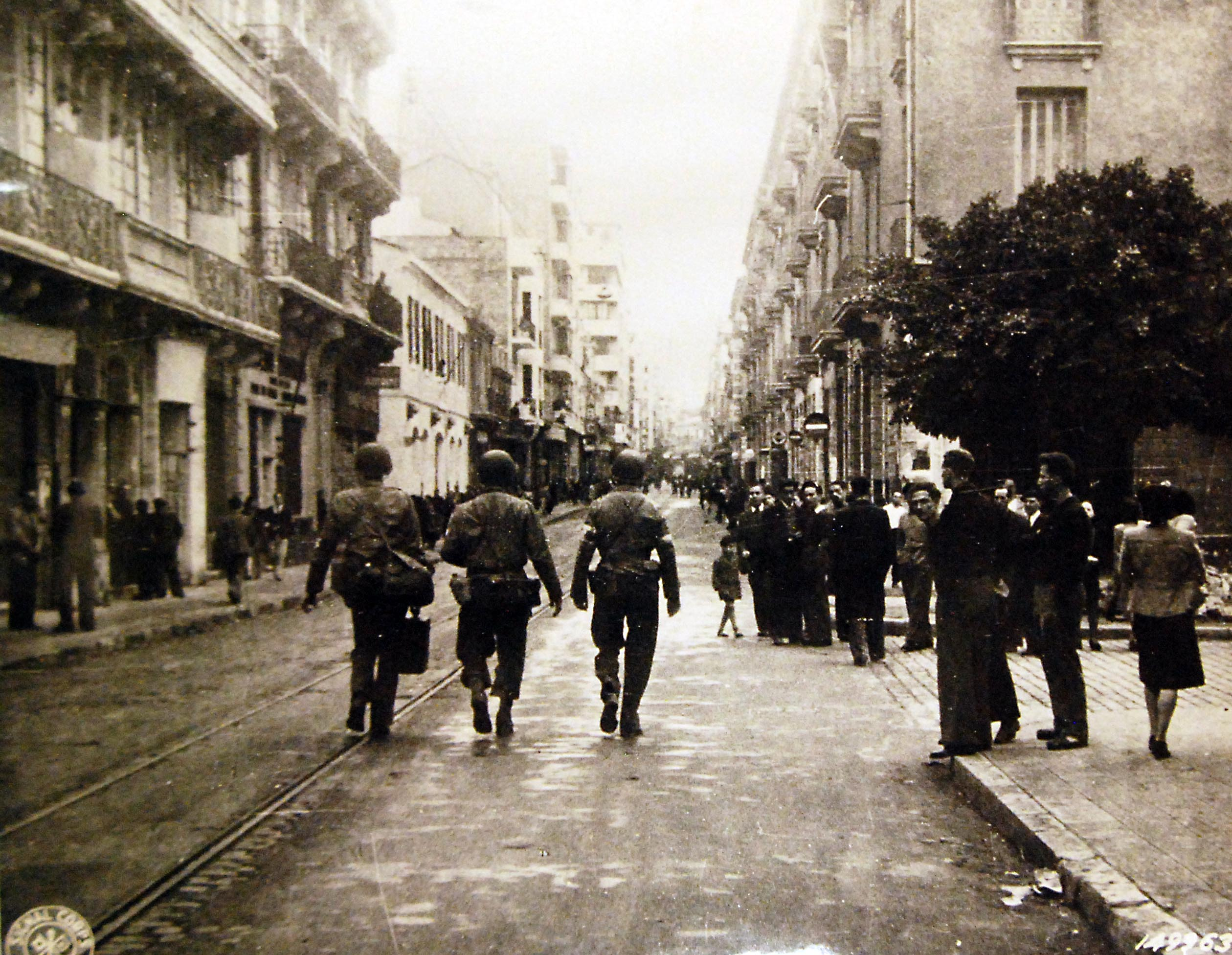
Tropas norteamericanas en Orán durante la Operación Torch (1942) de la Segunda Guerra Mundial. Foto de la Biblioteca del Congreso de los EE. UU.

Durante la Segunda Guerra Mundial, el 8 de noviembre de 1942 se produjo en Orán el desembarco de tropas aliadas dentro de la Operación Torch, cuya consecuencia fue la adhesión del imperio colonial francés a la causa de la Francia Libre y los Aliados.  
Con el inicio de la guerra de Independencia de Argelia, este carácter europeo de la ciudad hizo que fuera uno de los principales centros de resistencia al general De Gaulle y su política de abandono del territorio. El grupo terrorista francés de extrema derecha OAS tuvo allí una de sus principales bases de apoyo y realizó numerosos atentados contra instituciones francesas y argelinas, especialmente contra la policía francesa y el Frente de Liberación Nacional argelino, asesinando tanto a ciudadanos argelinos como europeos. El balance final fue alrededor de 2.200 personas asesinadas, de las que el 85% profesaban el Islam.

### Orán en la Argelia independiente (1962-presente)
La colonización francesa se acabó el 5 de julio de 1962, después de ocho años de guerra, tras el referéndum realizado en virtud de los Acuerdos de Evian, constituyéndose Argelia como país independiente. 
Sin embargo, las celebraciones por la secesión terminaron abruptamente en una terrible tragedia. El 5 de julio, tropas del FLN atacaron los barrios europeos desencadenando una matanza de civiles. Nunca hubo balance oficial, aunque en la actualidad se estima en unos 700 los pied noirs asesinados y otros 100 musulmanes partidarios de la Argelia francesa. Las causas y responsables de esta matanza no se han aclarado, así como la pasividad de las tropas y policía francesa durante todo el día. Lo cierto es que el Gobierno francés fue el primer interesado en echar tierra al asunto y ocultar la magnitud de lo ocurrido.
En la actualidad la ciudad es un gran centro portuario y comercial. Cuenta con tres universidades y con el aeropuerto de Es Senia. La ciudad vieja de Orán tiene una casbah y una mezquita del siglo XVIII. Orán se ha convertido en un gran centro de transacciones comerciales para una superficie amplia, que incluye Arzew, las zonas de puerto de petróleo/gas así como Sonatrach, la compañía más grande del país de petróleo y gas. Sonalgas ha construido un nuevo palacio de congresos en Orán y en 2010 La 16.º Conferencia y Exhibición Internacional de Gas Natural Licuado tuvo lugar en la ciudad de Orán, que atrajo a unos 3000 visitantes y a grandes compañías de todo el mundo. Para acomodar a todos los visitantes, se construyeron nuevos hoteles y también se dispusieron varios hoteles flotantes.

## Demografía

### Evolución de la población

#### Población total
Antes de la colonización francesa, había en torno a 18 000 habitantes en Orán y sus alrededores. Durante los años previos a la ocupación, aunque la cifra creció, nunca se llegaron a alcanzar los 30 000 habitantes. Sin embargo, tras la colonización de los franceses la población de Orán se duplicó en tan solo cincuenta años tras el comienzo de la colonización. En menos de setenta años desde el principio de la colonización, Orán sobrepasó los 100.000 habitantes, convirtiéndose así en la quinta ciudad francesa. Una gran parte de los europeos que se instalaron en Orán eran en realidad de origen español. Al principio del siglo XXI, es una de las grandes aglomeraciones del Magreb y se alcanza la población intramuros del 1.000.000 de habitantes.
Después de 1831, la población experimentó tan solo una única fase de contracción importante: la asociada a la guerra de Argelia, ya que tras los acuerdos de Évian, la población europea abandonó la ciudad teniendo que elegir entre la maleta y el ataúd. La mitad de Orán se encontró entonces desierta y las viviendas abandonadas son rápidamente apropiadas indebidamente tras la independencia.
| 1831                                                                     | 1876    | 1886    | 1896    | 1906    | 1911    | 1921    | 1926    | 1931    | 1936    | 1948    | 1953    | 1954     |
| ------------------------------------------------------------------------ | ------- | ------- | ------- | ------- | ------- | ------- | ------- | ------- | ------- | ------- | ------- | -------- |
| 18.000                                                                   | 45.640  | 63.929  | 80.981  | 101.009 | 118.023 | 138.212 | 145.183 | 187.981 | 217.819 | 352.721 | 415.299 | 299.008. |
| 1955                                                                     | 1960    | 1966    | 1970    | 1975    | 1980    | 1985    | 1990    | 1995    | 2000    | 2005    | 2010    |          |
| 286.000                                                                  | 305.000 | 326.706 | 385.000 | 466.000 | 537.000 | 604.000 | 647.000 | 675.000 | 706.000 | 765.000 | 852.000 |          |
| Informes y estudios antes de 1955; informes y estudios a partir de 1955. |         |         |         |         |         |         |         |         |         |         |         |          |

| Población de Orán de 1911 al 2010 |
|                                   |

#### Evolución de la población de Orán

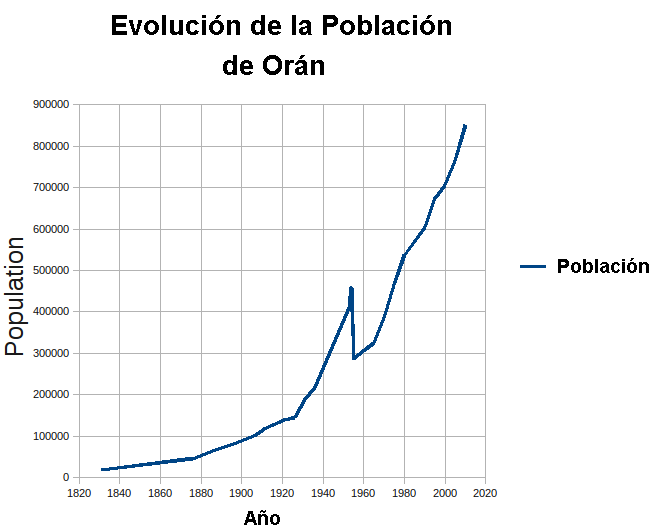
Evolución de la población de Oran. Se aprecia claramente el periodo de la guerra de Argelia en 1954.

Desde 1832 la ciudad ha tenido una importante presencia de población europea. El censo de 1921 cuenta con 138.212 habitantes, de los cuales 20.059 eran argelinos y 118.153 europeos, siendo así que más del 85% de la población eran ciudadanos europeos.
A tenor de la ley de inmigración de 1889, la población aumentó rápidamente. Cuarenta años después, en 1961, la cifra total de población pasa a 433.000 personas. Pero pese a que la población europea se había doblado, aumentando a 213.000 personas, la población argelina se multiplica por once, hasta alcanzar las 220.000 personas, habiendo mejorado sus condiciones higiénicas y médicas gracias a la aportación cultural Europea y evitando así sus altísimas tasas de mortalidad infantil anteriores. Si Orán era en 1954 la ciudad más europea de todas las villas de Argelia con un 64,5% de su población europea, con una clara mayoría de españoles; en 1961, el reparto de la fuerza demográfica se ve claramente invertido a favor de la población argelina y en Orán hay más argelinos, ya que han ocupado las casas abandonadas por los europeos.
A la conclusión de la guerra de Argelia Anne-Marie Duranton-Crabol afirmó que « Orán fue, por lo tanto, una ciudad europea.». Este reparto demográfico explica según ella la forma particular que tiene la violencia de la guerra para revertir dicho reparto. Michel Coquery mencionó que« Orán [...] que fue durante mucho tiempo una ciudad solamente europea. En menos de veinte años, se ha convertido en una ciudad donde la población musulmana es más numerosa que la de Constantina».
El principio de la guerra de Argelia provoca la partida de 200.000 europeos, la población de toda la ciudad colonial, marcando así el fin de una dualidad de la población en Orán. En un primer momento, la apropiación es solamente física y demográfica.

### Población actual

#### Origen de la población actual
Un estudio en 2007 sobre 102 individuos reveló que los habitantes argelinos y, en especial, de Orán fueron en más de un 78% de origen berebere o moyenne-orientale. La dualidad de la población de la época colonial ha dejado de existir.
| Origen                     | Bereberes | Oriente Medio | Europeos | Negros | Ninguno | Total |
| -------------------------- | --------- | ------------- | -------- | ------ | ------- | ----- |
| porcentaje de la población | 50,9 %    | 27,4 %        | 12,8 %   | 7,8 %  | 1,1 %   | 100 % |

#### Otros puntos notables
La tasa más baja de consanguinidad en Argelia, fue registrada en Orán con una tasa del 18,5%.

## Distritos
Orán está dividido en doce distritos o sectores urbanos. Cada distrito dispone de una delegación barrial que administra las gestiones técnicas, políticas y sociales.
El casco histórico se corresponde con el barrio de Sidi Houari y en él se asentaron los diferentes pueblos que gobernaron la ciudad: otomanos, españoles y franceses.

Alfoz y distritos de Orán.

| Distrito | Nombre en árabe   | Nombre transcrito  | Nombre colonial                                |
| -------- | ----------------- | ------------------ | ---------------------------------------------- |
| 1        | الحمري            | El Hamri           | Lamur                                          |
| 2        | حي الإمام الهواري | Hai Imam El-Houari | La Marine                                      |
| 3        | السعادة           | Es-Saada           | Protin                                         |
| 4        | المقري            | Al-Maqarri         | Saint-Eugène, Delmonte, Les Castors, Petit Lac |
| 5        | الحمري            | El-Hamri           | Medioni, Lyautey, Lamur, Saint-Hubert          |
| 6        | البدر             | El-Badr            | Boulanger, Choupot, Magnan, Sananès            |
| 7        | الصديقية          | Es-Seddikia        | Carteaux, Point du Jour, Gambetta, Falaises    |
| 8        | المنزه            | El-Menzeh          | Canastel                                       |
| 9        | الأمير            | El-Emir            | Miramar, Bel Air, Saint-Pierre                 |
| 10       | العثمانية         | El-Othmania        | Maraval, Cuvelier, les Palmiers                |
| 11       | بوعمامة           | Bouamama           | Cité Petit, Planteurs                          |
| 12       | محي الدين         | Muhieddine         | Eckmühl, Saint-Antoine.                        |

### El Hamri

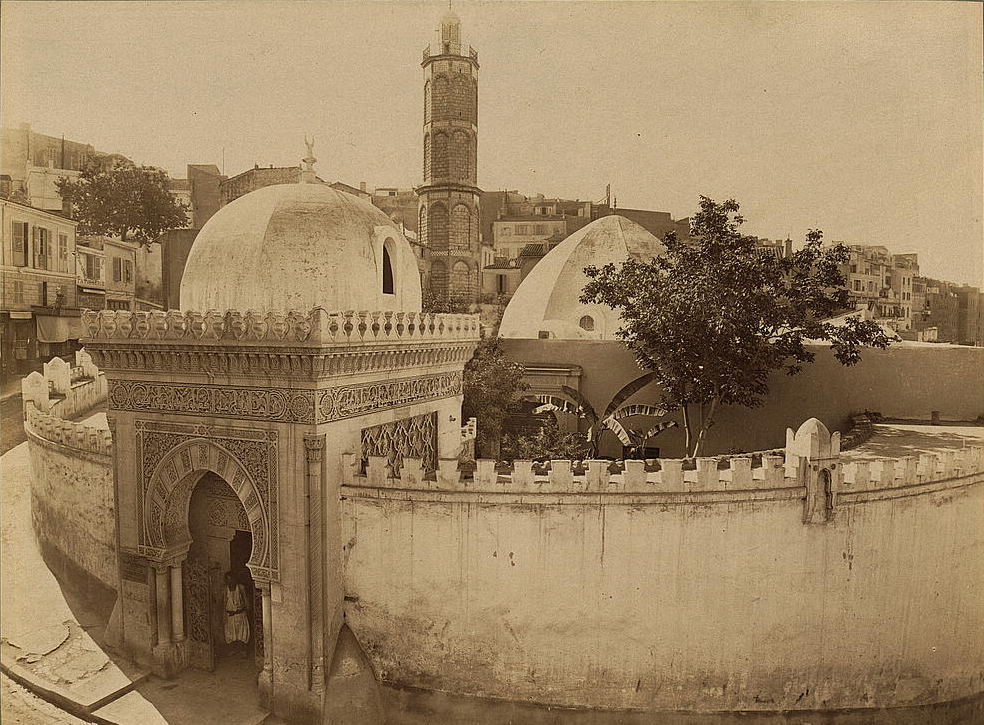
Mezquita de Hassan Basha

El Hamri es un gran distrito en el centro de Orán conocido en francés como Lamur. Aquí se encuentra el club de fútbol Mouloudia d'Oran.

### Sidi El Houari
El distrito histórico es un suburbio en el norte de la ciudad de Orán. En él se encuentra la antigua iglesia Saint-Louis, así como la antigua mezquita de Pasha construida a lo largo del siglo XVII cuyo notorio minarete se conserva en perfecto estado. En este distrito se encuentra el mausoleo (gob'ba) del santo patrón de la ciudad, conocido como Sidi El Houari. Otras curiosidades turísticas: una antigua prefectura procedente de Stalingrado, los vestigios españoles que datan del siglo XVI tal como la Puerta de España con su espectacular escudo (Carlos V/Felipe II), el conjunto de fortificación militar: fuerte San Andrés, Rozalcazar, dentro del complejo del Palacio del Bey (kasr el Bey) El barrio de la Marina y la puerta de Santon entre otros puntos de Interés histórico y arquitectónico.

## Administración
Orán es la capital de la provincia («valiato») del mismo nombre.

### Alfoz de Orán

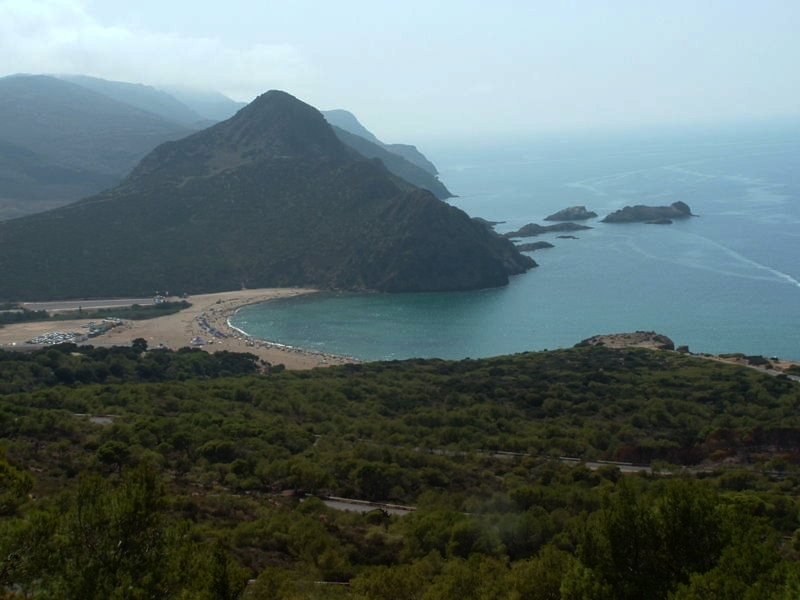
Oran Madagh

La metrópolis de Orán comprende diversas comunidades.
| Noroeste: Aïn El Turk • Mers El Kébir • Bousfer | Norte: Mar Mediterráneo             | Nordeste: Aïn Bya • Aïn Franin              |
| Oeste: Boutlélis                                |                                     | Este: Mers El Hadjadj • Gdyel • Bir El Djir |
| Suroeste: Misserghin                            | Sur: El Kerma • Tafraoui • Es Sénia | Sureste: Oued Tlélat                        |

#### Mazalquivir

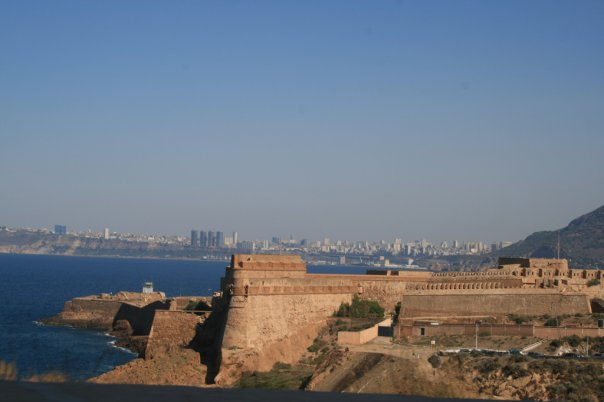
Fuerte Mers el-Kebir

El municipio de Mazalquivir en árabe transcrito Mers El-Kebir, se encuentra al noroeste de Orán, a unos siete kilómetros del centro de la ciudad. Como su nombre indica (El Gran Puerto), se trata de un gran puerto que alberga así mismo un base naval, residencia de la Armada Argelina.

#### Aïn-El-Turk
Aïn El Turk, cuyo nombre significa Fuente de los Turcos está también ubicado al noroeste de Orán a 15 km del centro. Es una ciudad marítima que alberga diversos hoteles y atractivos turísticos.

#### Es-Sénia
Es-Sénia, ubicado en el sur de Orán, es la residencia de diversos polígonos industriales, varias universidades (Universidad de Oran-Es-Sénia, Instituto de Comunicación, ENSET "Escuela Superior de Magisterio," CRASC "Centro de Investigación en Ciencia Sociales," etc.) y del aeropuerto internacional.

#### Bir-El-Djir
Esta comunidad depende de Bir-El-Djir y comprende los suburbios de Is de Orán (en un lugar aparte de los distritos). Se trata de la población que está experimentando un mayor desarrollo social en los últimos años. Incluye diversos edificios que son la sede de compañías nacionales y locales, con una arquitectura modernista (Sonatrach, en construction), el nuevo Complejo hospitalario "1 de noviembre de 1954", el Palacio de Congresos, la Universidad de ciencias y tecnología (concebida por el arquitecto japonés Kenzo Tange (1913–2005)), el Instituto de ciencias médicas, y las cortes de Justicia. Esta comunidad es la extensión urbana al este de la ciudad de Orán, a 8 km del centro, con una población de 118.000 habitantes. Entre los proyectos en esta área se encuentra el estadio olímpico de 50.000 plazas. Su nombre significa Mina de Arcilla.

#### Misserghin
Esta es una pequeña ciudad en el extremo oeste de la metrópolis.

#### Boutlélis

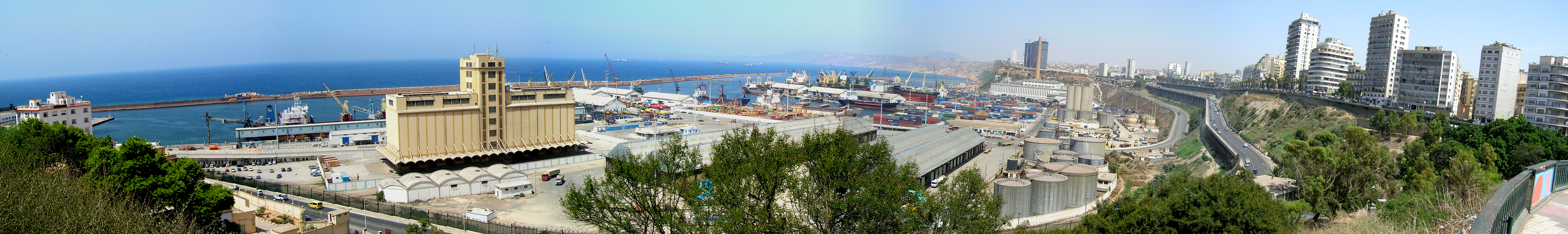
Panorámica del mar frente a Orán, Argelia.

## Servicios

### Educación
Orán es un polo universitario importante, la ciudad y sus afueras contienen varios campus universitarios como la Universidad de Orán-Es Sénia, la universidad de Ciencias y Tecnologías, construido por el arquitecto japonés Kenzo Tange, así como la Escuela superior de magisterio técnico de Orán (ENSET). La ciudad cuenta así mismo con varios establecimientos de educación superior como el Centro de Investigación en Antropología Social y Cultural (CRASC), el Instituto Nacional de Telecomunicaciones y de Tecnologías de la Información y de la Comunicación, el Instituto hidrometeorológico de formación y de investigación(IHFR) de la cultura africana, el Instituto de Ciencias Médicas y la Escuela preparatoria de las ciencias y técnicos.
La ciudad cuenta además, con varias escuelas de comercio y gestión, entre las que pueden mencionarse la escuela de formación en gestión, informática y comercio Ibn Sina (EGIC Ibn Sina), el Instituto de Desarrollo de los recursos Humanos (IDRH) y el Instituto International de Gestión (INSIM) ·.
Tras el año universitario 2007/2008, Oran contaba con 63094 estudiantes.

## Monumentos y lugares de interés

### Fortaleza de Santa Cruz, puerta de España e ingeniería militar de época española

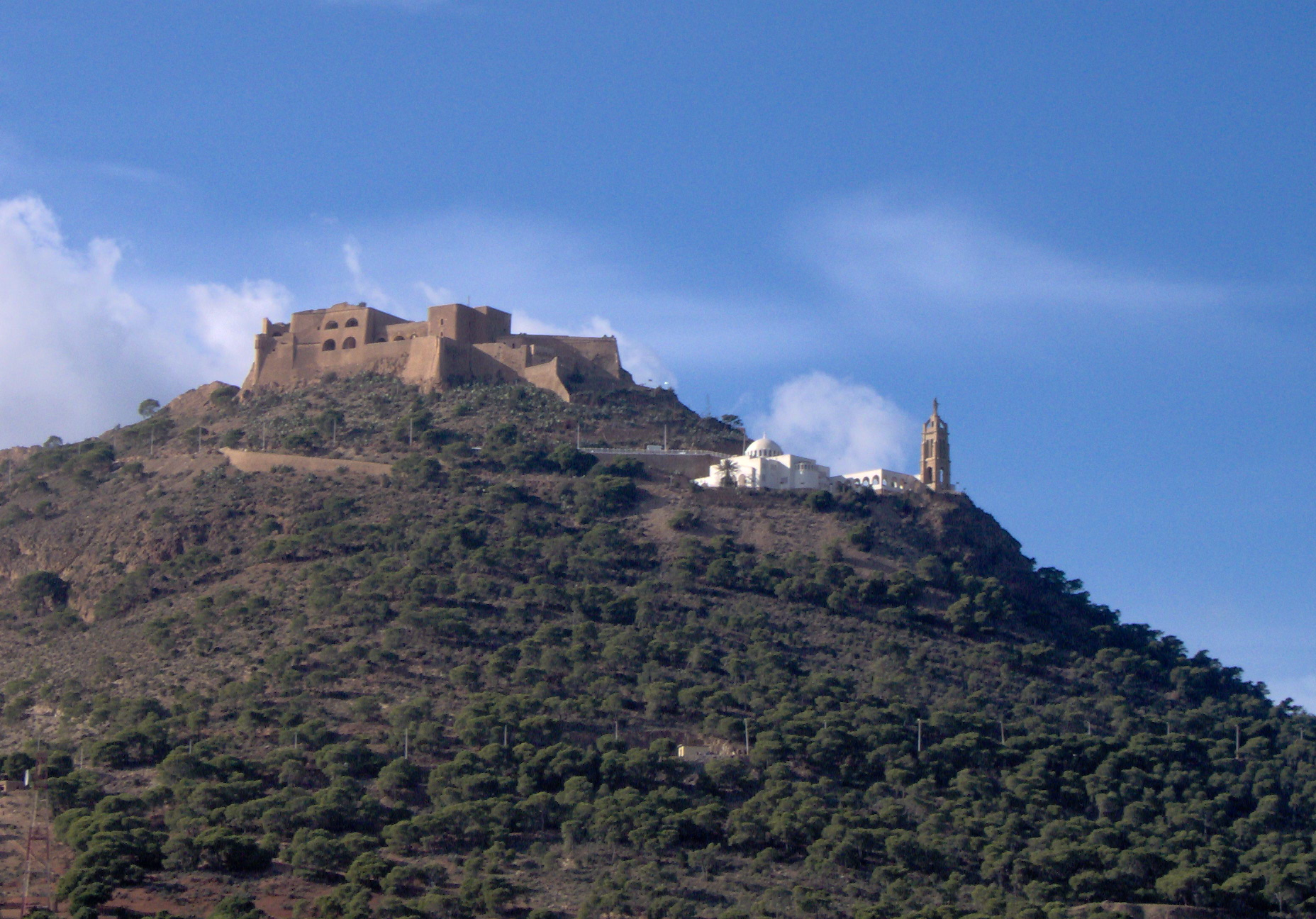
Fortaleza de Santa Cruz e iglesia de Santa Cruz en el monte Murdjajo.

La fortaleza de Santa Cruz data del siglo XVI de la primera época española. Además, del siglo XVII data la actual estructura de la puerta de España, también conocida como puerta de Tremecén, y su fachada monumental con el escudo de la Casa de Austria, águila bicéfala y leones rampantes.
Actualmente se pueden observar, además, tramos de los túneles del siglo XVIII, los baluartes de Santiago, Artilleros, Santa Isabel y La Palma y murallas del recinto de la Alcazaba y el tambor de San José. Se puede destacar el vasto conjunto fortificado del fuerte Rozalcázar, donde todavía se puede identificar el baluarte de Santiago, el baluarte de la tenaza (con las torres que constituyen la parte primigenia), el frente de mar o el baluarte de La Campana (donde se encuentra el palacio del Bey). Además, se conservan el fuerte de La Mona (integrado en las instalaciones de la base naval de Mazalquivir), el fuerte de Mazalquivir y el fuerte San Gregorio (sobre el que los franceses construyeron una batería costera).
Además existen restos arquitectónicos dispersos sujetos al expolio y deterioro como el fortín San Nicolás, el fuerte San Andrés o el fuerte San Pedro. El deterioro y falta de puesta en valor del rico patrimonio oranés se debe a la falta de medios y disposición de las autoridades y al desinterés de la población en general. Una parte significativa del patrimonio arquitectónico se encuentra en Sidi El Houari, un barrio empobrecido.
Además, en cuanto edificaciones civiles en el barrio de la Pescadería se observan algunos restos de la Marina española como la puerta de entrada de los almacenes de Juan Zemeño (siglo XVIII). También, la iglesia de San Luis, en estado precario de conservación, se edificó sobre la capilla del Hospital Real de San Bernardino.

### Museos
El museo Ahmed Zabana, el antiguo museo Demaeght fue creado en 1885 por la Sociedad de geografía y arqueología de la provincia de Orán. Los edificios actuales datan de 1933. El museo fue puesto en 1986 bajo la tutela del Ministerio de Cultura y fue rebautizado como Museo Nacional Ahmed Zabana. Se compone de siete secciones centradas en Orán y su región: bellas artes, El Moudjahid, numismática,  prehistoria, viejo Orán,  etnografía e historia natural.
El Museo de Moudjahid de Orán se sitúa en el barrio de USTO, cubre la memoria de la batalla para la independencia nacional durante la Guerra de Argelia.

### Palacio de Congresos
Orán cuenta en su Palacio de Congresos y Exposiciones con el mural de cerámica más grande del mundo fabricado exclusivamente en loza de Talavera de la Reina. Esta ciudad española también bautiza el nombre de una de las puertas de Orán.

## Cultura
Hay que destacar los lazos culturales que unen la ciudad de Orán con la ciudad española de Alicante, con la cual está hermanada. Oran recibió gran parte de los moriscos expulsados del Reino de Valencia y algunas pocas costumbres de esos eran similares a los de la población valenciana y alicantina cristiana. En la época colonial, incluso consta que se llegaron a celebrar en Orán las Hogueras de San Juan. Al final de la guerra civil, algunos republicanos pudieron escapar de Alicante con la ayuda de barcos argelinos de Orán, principal motivo de la hermandad. Entre Alicante y este puerto argelino también hay un especial contacto en la actualidad, ya que ambas ciudades las une el Ferry Argelia, en la operación Paso del Estrecho.
La música folk conocida como Raï tuvo su origen en Orán.

### Música
La cultura musical de la ciudad se remonta a la etapa de entreguerras y en el fenómeno de la ciudadización del beduino, con cantantes como Cheikh Hachmi Bensmir o Cheikh Hamada, el estilo Oranés, Wahrani, es el más reciente. La mezcla del arte del melhoun con los elementos beduinos y españoles, es la más conocida en todo el mundo. El estilo de moda de los años 60 fue marcado por los cantantes Ahmed Wahby y Blaoui El Houari antes del desarrollo más tardío de la canción oranesa, Cheikh Fethi.

### Oran, capital del raï

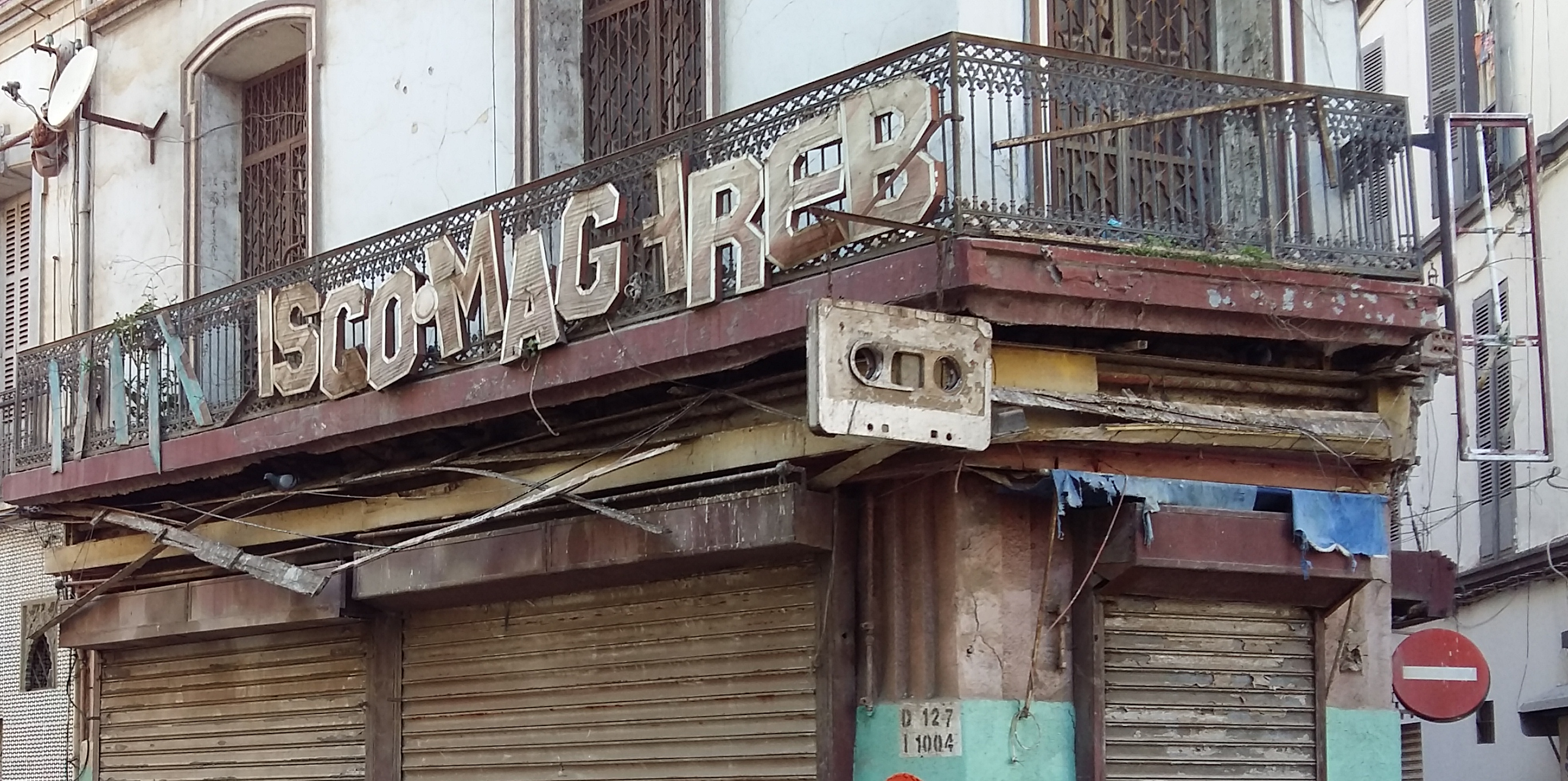
"Disco Maghreb", 2017

Oran es la capital del raï, estilo musical procedente de antiguas tradiciones argelinas. Como el canto wahrani y los cantos beduinos, el raï ha sido considerado durante mucho tiempo como una música vulgar antes de su desarrollo y explotación en los años 60 y 70 por cantantes como Bouteldja Belkacem y Senhaji Mohamed. El estilo ha sido revolucionado por los cantantes oraneses (Mohammed Maghni, Rachid Baba Ahmed) desde el principio de los años 1980.
Este estilo musical, vehículo de mensajes hedonistas y contestatarios, ha sido en un primer momento prohibido por las autoridades argelinas antes de comprobar el potencial económico de estos cantos.

### Festivales y eventos

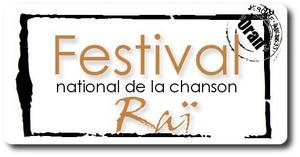
Logo del festival nacional de la canción Raï

Oran organiza varios festivales. Los más célebres son sin duda el Festival del Raï y el Festival International del Film Árabe que son organizados cada año en Orán.
El Festival de la música y de la canción oranesa impone a cada artista la obligación de participar con en al menos una nueva canción. Tiene lugar poco después el festival de la canción Rai, del 26 al 31 de agosto. Finalmente, el salón nacional de la pintura de niños es organizado por la asociación El Pincel Libre en el Palacio de la Cultura Zeddour Mohamed Brahim Kacem. Este evento reúne a niños de 48 villas argelinas, y un promedio de 3000 niños.
El Festival del cuento organizado desde 2007 en Oran por la asociación El Pequeño Lector reúne cuentos de toda la costa mediterránea.
El festival de películas de bolsillo de Argelia organizado desde 2010 por los Centros culturales franceses de Orán y Tlemcen con la ayuda de la asociación Génération oranesa, es un concurso de películas tomadas con teléfono móvil y cámaras de foto con vídeo.

### Bibliotecas

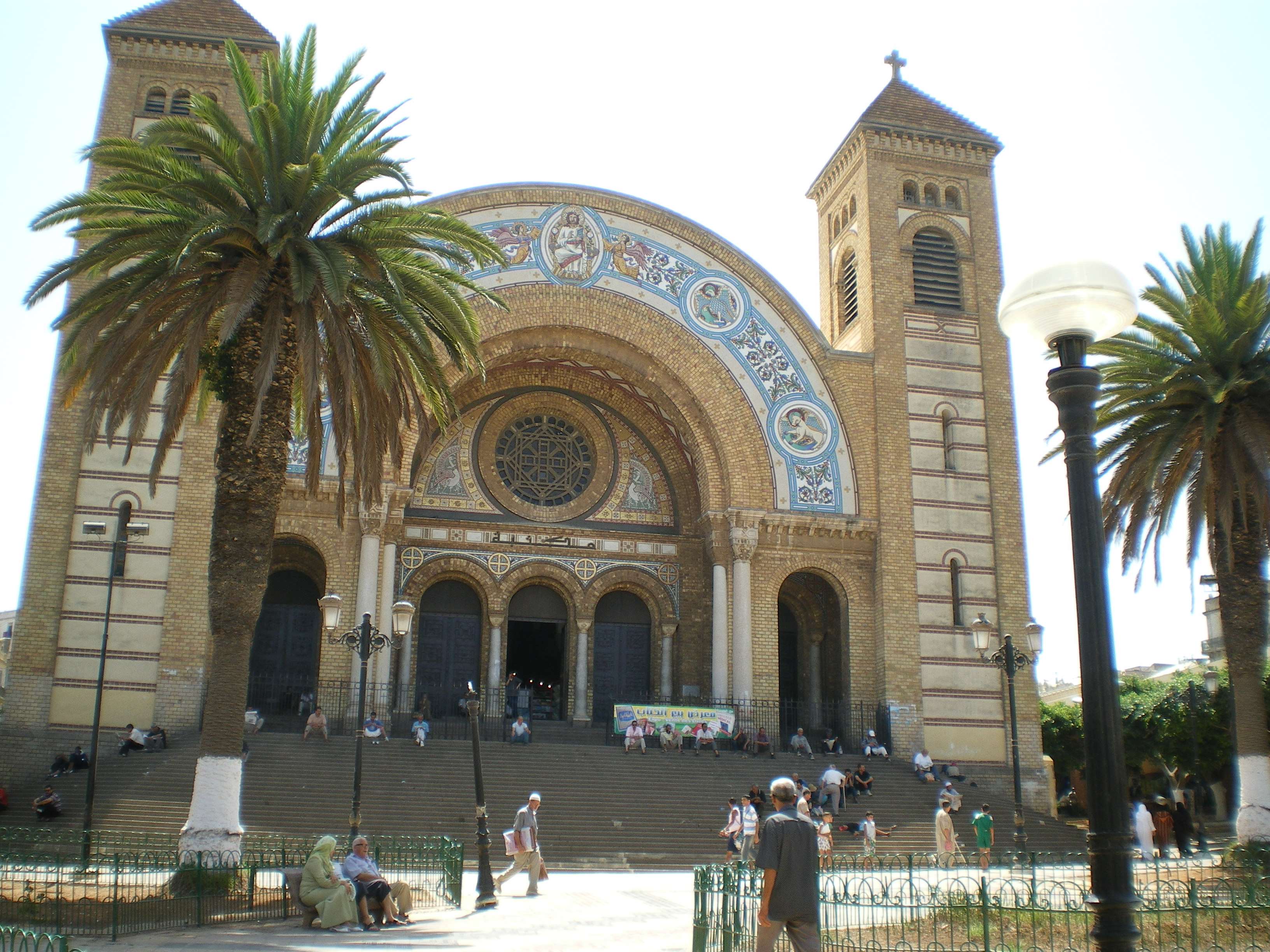
La Gran Biblioteca (ex. Cathédrale d'Oran)

Además de las bibliotecas universitarias, Orán cuenta con cinco bibliotecas principales:
1. La biblioteca regional de Orán fue fundada en 1983 en la antigua catedral. Cuenta con una videoteca y poseía en 2006 un total de 60.000 obras;[48]
2. La biblioteca municipal, situada en un ala del Palacio de Bellas Artes, cuenta con 29.000 volúmenes y algunos manuscritos árabes;[49]
3. La biblioteca biomédica de Orán, creada en 1990 por el Consejo del Diocèse. El desarrollo y la gestión le corresponde a la comunidad de « Pères blancos»;[50]
4. El Instituto Cervantes de Orán cuenta con su propia biblioteca, que se componía en 2007 de 2500 documentos de la cultura española e hispano-americana;
5. La biblioteca del Centro Cultural Francés cuenta con un amplio grupo de importantes obras en lengua francesa de los diferentes campos culturales, científicos, literarios y tecnológicos.[51]

Existe una biblioteca asociativa juvenil creada y gestionada por los miembros de la asociación El Pequeño Lector, primera biblioteca consagradas exclusivamente en el público juvenil de 4 a 16 años.

### Orán en la literatura y el cine
Numerosos escritores han formado parte de la escena de teatros por las historias de sus libros. El célebre hidalgo Don Quijote de Cervantes contiene una etapa en Orán. En la comedia El Gallardo Español (1615) de Miguel de Cervantes, aparece dramatizado un histórico intento de toma del Orán español por parte de turcos y berberiscos.
Una parte del romance Clovis Dardentor (1896) de Julio Verne se desarrolla en la ciudad. Las más célebres referencias son sin duda las de Albert Camus en su novela La Peste (1947) y en su ensayo El verano.
En la saga de los Caballeros del Zodiaco Jabu el caballero de Unicornio recibe su entrenamiento en Orán. Arturo Pérez-Reverte ambienta varios capítulos de su libro Corsarios de Levante (2006) de la serie del Capitán Alatriste en el Orán del siglo XVII. Además, es la localización de la película de Nicole García Un balcón sobre el mar (2010).

### Fiestas populares
La fiesta del día del bereber Yennayer llamada localmente "Ennayer" procede de la época bereber preislámica es hoy en día celebrada en Orán. Con ocasión de esta fiesta los oraneses preparan un plato tradicional conocido como "chercheme" y los niños acuden a esta fiesta como precedente de la Aïd el-Fitr o la Aïd el-Adha. Pese a que esta fiesta es rechazada hoy en día por algunas corrientes religiosas, su celebración es muy importante en la ciudad.

## Ciudades hermanadas
- Alicante, España[55]
- Burdeos, Francia[55]
- El Cairo, Egipto
- Casablanca, Marruecos
- Dakar, Senegal
- Dschidda, Arabia Saudita
- Durban, Sudáfrica[56]
- Elche, España
- Estrasburgo, Francia[57]
- Gdansk, Polonia
- La Habana, Cuba
- Lyon, Francia[55]
- Uchda, Marruecos
- Sfax, Túnez
- Zarqa, Jordania

| Predecesor: Tarragona | Ciudad Mediterránea 2022 | Sucesor: Tarento |